# Великий утікач (фільм 2023)
Великий утікач (англ. The Great Escaper) — драматичний фільм режисера Олівера Паркера, вперше представлений 06 жовтня 2023 року. Заснований на фактах з життя Бернарда Джордана, британського ветерана Другої світової війни, який втік з будинку для літніх людей до Нормандії задля святкування ювілею висадки союзних військ.

## Сюжет
89-річний ветеран Другої світової, колишній матрос королівського флоту Бернард Джордан разом зі своєю дружиною Рене мешкає в Англії у будинку для літніх людей. Влітку 2014 року, напередодні святкування ювілею дня Д він отримує відповідь про відсутність вільних місць у групі, що відправляється до Франції та приймає рішення самотужки дістатися Нормандії.
В цьому рішенні Бернарда підтримує дружина, яка після виявлення його відсутності у будинку для літніх людей, розповідає персоналу, що її чоловік вийшов прогулятися та скоро повернеться.
Тим часом Бернард на поромі прибуває до Франції та знайомиться з іншим ветераном, колишнім пілотом королівських ВПС, Артуром, який дає йому запрошення на святкову церемонію, де серед присутніх зазначені перші особи країн-союзників.
В одному з кафе, вони раптово зустрічаються із німецькими ветеранами, вшановують одне одного та віддають їм свої запрошення.
Бернард з Артуром згадують минуле та виявляється кожен з них відчуває особисту провину: Артур — за смерть свого брата, якій теж воював проти нацизму та загинув під час бомбардування союзниками території, захопленої гітлерівськими військами; Бернард вважає себе винним у загибелі свого бойового товариша-танкіста, який був вбитий під час висадки на французькому узбережжі.
Вони їдуть до військового цвинтаря у Байо, де поховані їх бойові товариші та відвідують місця їх поховання.
Незабаром Бернард дізнається, що його втеча стала однією з головних тем британських та французьких газет, а він отримав прізвисько «великий утікач».

## У ролях
| Актор           | Роль                    |
| --------------- | ----------------------- |
| Майкл Кейн      | Бернард (Берні) Джордан |
| Гленда Джексон  | Ірен (Рене) Джордан     |
| Джон Стендінг   | Артур Говард-Джонсон    |
| Джекі Клюн      | Джудіт Кук              |
| Даніель Віталіс | Адель                   |
| Бреннан Ріс     | Мартін Робертс          |
| Вольф Калер     | Генріх                  |

## Сприйняття
Фільм отримав схвальні відгуки, які, переважно, зауважують на майстерну гру Майкла Кейна та Гленди Джексон. Зокрема, за рецензією видання The Guardian, вони «несуть радість у зворушливу правдиву історію Бернарда Джордана».

## Відзнаки та нагороди
У квітні 2024 року фільм отримав нагороду на міжнародному кінофестивалі BCN film fest (Барселона) у категорії «Кращий актор» (Майкл Кейн).